# Frœningen
Frœningen [frøniŋ(ɡ)ən]  est une commune française de l'aire urbaine de Mulhouse située dans la circonscription administrative du Haut-Rhin et, depuis le 1er janvier 2021, dans le territoire de la Collectivité européenne d'Alsace, en région Grand Est.
Cette commune se trouve dans la région historique et culturelle d'Alsace.

## Géographie

### Localisation
Frœningen fait partie du canton et de l'arrondissement d'Altkirch. Le village est situé entre Mulhouse et Altkirch.

### Géologie et relief
Le banc communal de Frœningen a une superficie de 440 hectares dont 63 hectares de forêt communale.

### Sismicité
Commune située dans une zone de sismicité moyenne.

### Hydrographie

#### Réseau hydrographique
La commune est dans le bassin versant du Rhin au sein du bassin Rhin-Meuse. Elle est drainée par l'Ill et le ruisseau de l'Étang Rittweiher,,.
L'Ill, d'une longueur de 217 km, prend sa source dans la commune de Winkel et se jette  dans le Grand Canal d'Alsace à Offendorf, après avoir traversé 68 communes. Les caractéristiques hydrologiques de l'Ill sont données par la station hydrologique située sur la commune de Brunstatt-Didenheim. Le débit moyen mensuel est de 6,42 m3/s. Le débit moyen journalier maximum est de 159 m3/s, atteint lors de la crue du 26 mai 1983. Le débit instantané maximal est quant à lui de 239 m3/s, atteint le 9 août 2007.

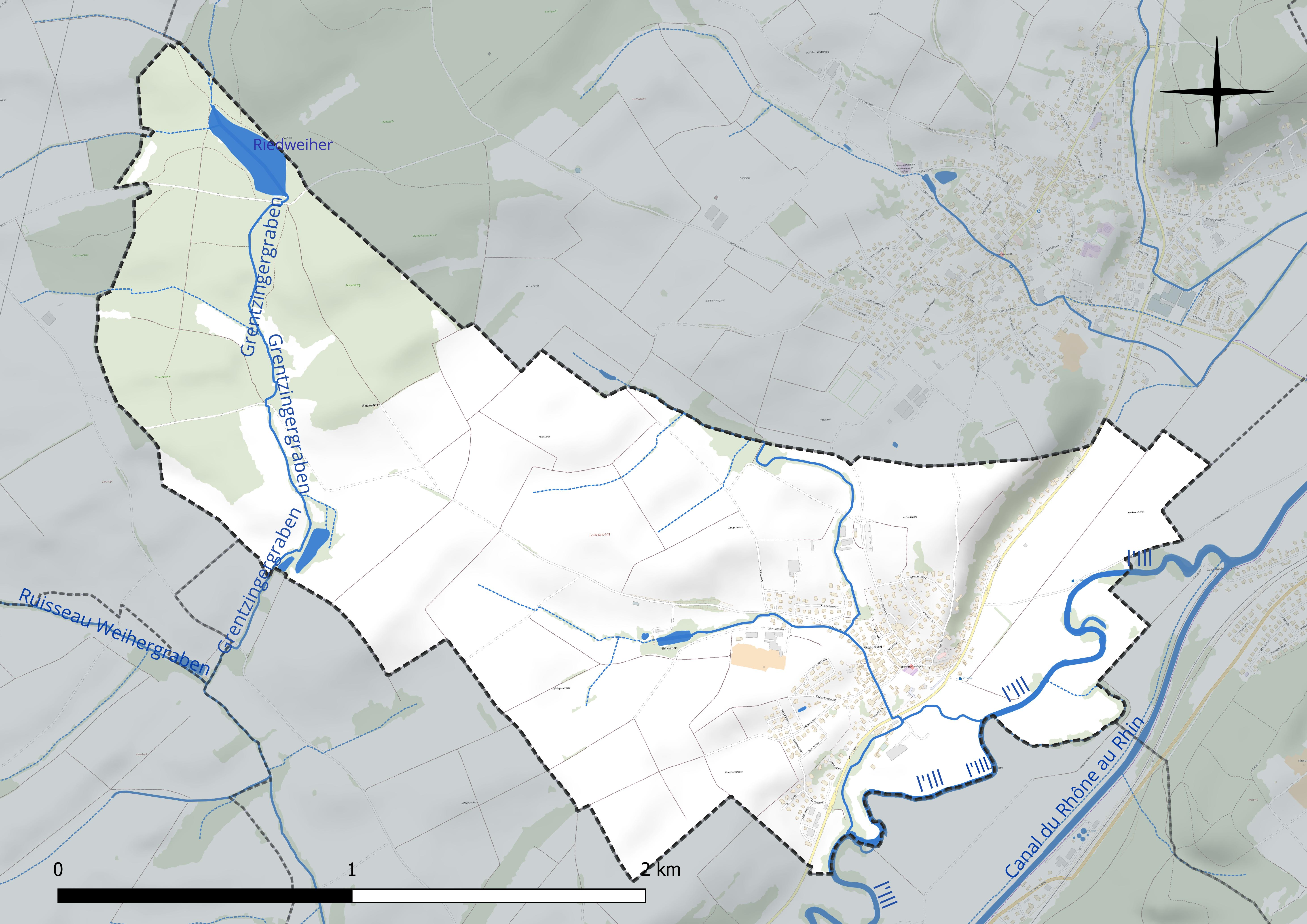
Réseau hydrographique de Froeningen.

Un plan d'eau complète le réseau hydrographique : Riedweiher (3,5 ha),.

#### Gestion et qualité des eaux
Le territoire communal est couvert par le schéma d'aménagement et de gestion des eaux (SAGE) « Largue ». Ce document de planification concerne le bassin versant de la Largue et une zone située à l'ouest du périmètre (la région de Montreux). Ce territoire s'étend sur 385 km2. Le périmètre a été arrêté le 4 mars 1996 et le SAGE proprement dit a été approuvé le 24 septembre 1999 puis révisé le 17 mai 2016. La structure porteuse de l'élaboration et de la mise en œuvre est le Syndicat mixte pour l'aménagement et la renaturation du bassin versant de la Largue et du secteur de Montreux, qui a évolué en Epage le 1er janvier 2018, sous le nom de Epage Largue. 
La qualité des cours d’eau peut être consultée sur un site dédié géré par les agences de l’eau et l’Agence française pour la biodiversité.

### Climat
Pour des articles plus généraux, voir Climat du Grand Est et Climat du Haut-Rhin.
En 2010, le climat de la commune est de type climat des marges montargnardes, selon une étude du Centre national de la recherche scientifique s'appuyant sur une série de données couvrant la période 1971-2000. En 2020, Météo-France publie une typologie des climats de la France métropolitaine dans laquelle la commune est exposée à un climat semi-continental et est dans la région climatique  Vosges, caractérisée par une pluviométrie très élevée (1 500 à 2 000 mm/an) en toutes saisons et un hiver rude (moins de 1 °C). 
Pour la période 1971-2000, la température annuelle moyenne est de 10,3 °C, avec une amplitude thermique annuelle de 17,6 °C. Le cumul annuel moyen de précipitations est de 751 mm, avec 9,7 jours de précipitations en janvier et 9,5 jours en juillet. Pour la période 1991-2020, la température moyenne annuelle observée sur la station météorologique de Météo-France la plus proche, « Mulhouse », sur la commune de Mulhouse à 8 km à vol d'oiseau, est de 11,1 °C et le cumul annuel moyen de précipitations est de 747,6 mm. 
La température maximale relevée sur cette station est de 39,4 °C, atteinte le 13 août 2003 ; la température minimale est de −21,5 °C, atteinte le 10 février 1956,,. 
Les paramètres climatiques de la commune ont été estimés pour le milieu du siècle (2041-2070) selon différents scénarios d'émission de gaz à effet de serre à partir des nouvelles projections climatiques de référence DRIAS-2020. Ils sont consultables sur un site dédié publié par Météo-France en novembre 2022.

### Voies de communications et transports

#### Voies routières
- Commune desservie par la D18.V, entre Sperchbach-le-Bas et Hochstatt[16].

#### Transports en commun
- La ligne de bus qui passe à Froeningen est la ligne N°834 – Dannemarie – Mulhouse[17].

### Communes limitrophes
| Galfingue | Hochstatt | Hochstatt  |
|           | Frœningen | Zillisheim |
| Illfurth  | Illfurth  |            |

## Histoire
L'occupation des terres aux alentours de Frœningen semble ancienne. Un cimetière mérovingien et une voie romaine, à la lisière sud-ouest du territoire, ont été mis au jour. Le village appartenait aux comtes de Ferrette, descendants de Charlemagne qui régnaient sur l'ensemble du Sundgau, et qui y construisirent un château. Dès 1312, le comte Ulrich de Ferrette cède Frœningen au chevalier Conrad de Flaxlanden. Le village est ensuite cédé aux Hadmansdorf en 1458, puis à la famille noble des Reinach-Heidwiller en 1539. Pendant la guerre de Trente Ans, le château est épargné, mais est finalement incendié par les Suisses en 1468, puis est finalement reconstruit au XVIIIe siècle. Il brûle à nouveau, à la suite d'une négligence d'un cuisinier, en 1739. Une légende tenace colportée par les habitants fait état d'un souterrain qui reliait le château à la forteresse de Küppele, située sur la colline qui se trouve en face du village. Un trésor y serait caché, gardé par une Dame blanche.
Le château est reconstruit au début du XIXe siècle, mais tombe sous les bombardements de la Première Guerre mondiale en 1917.
Le village porta le sobriquet de Petite-Suisse et avait une importante communauté juive à la fin du XIXe siècle et possédait sa synagogue dont il ne reste qu'une grange portant une inscription sur laquelle figure la date de 1869, dernier vestige de cette communauté.

### Toponymie
- Freningen (1352), Frenningenn (1561), Freningen (1793), Froningen (1801).

### Héraldique
| Blason de Frœningen | Les armes de Frœningen se blasonnent ainsi : « De gueules à la bande d'argent chargée d'une clé de sable, le panneton en chef à dextre. » |

La commune avait pour emblème une clé, bientôt transformée en vrai blason qui fut adopté officiellement en 1974 : De gueules à la bande d'argent chargée d'une clé de sable, le panneton en chef à dextre.

## Lieux et monuments

### Église Sainte-Barbe

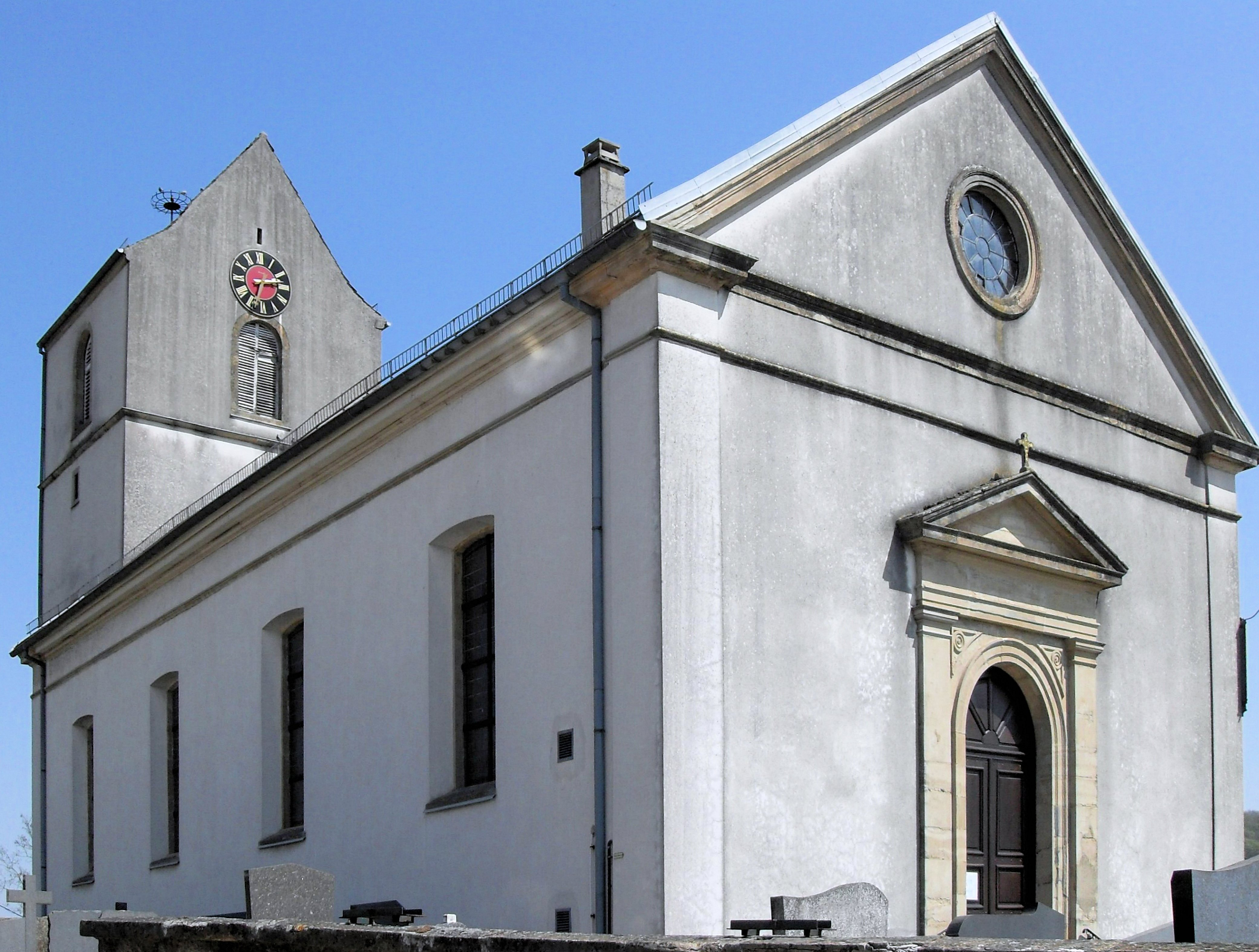
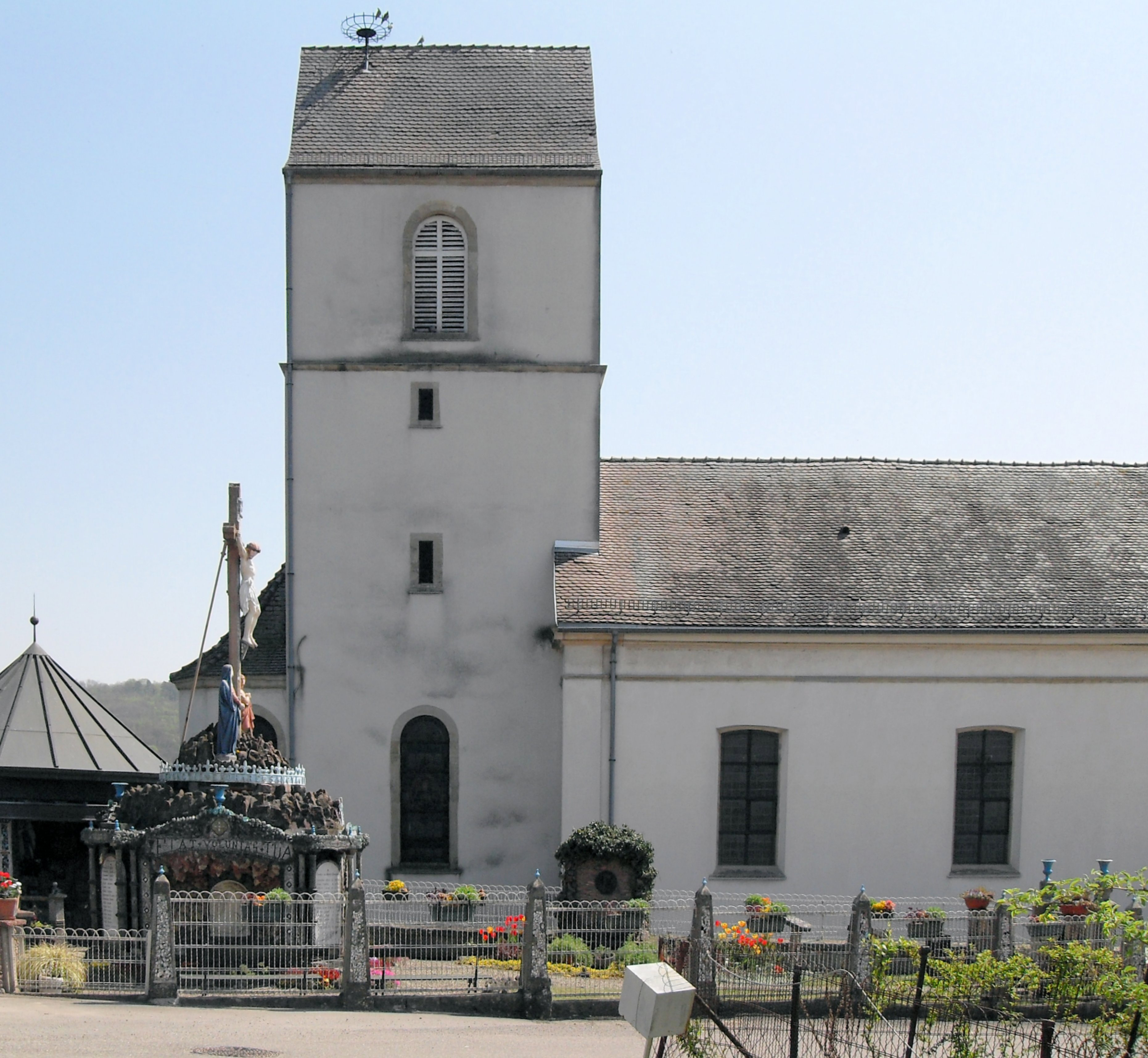

Église paroissiale Sainte-Barbe citée en 1302, restaurée en 2017 avec le soutien de la Fondation du patrimoine, et sa cloche de 1581. Le presbytère date de 1713.
Le mobilier de l'église :
- maître-autel[26] ;
- autel secondaire des 14 saints intercesseurs[27] ;
- autel secondaire : Vierge de Pitié[28] ;
- chaire à prêcher[29] ;
- statue Sainte Barbe[30] ;
- orgue Callinet frères[31] (facteur d'orgues)[32] de 1841[33].

### Stèle funéraire duXVIIIesiècle
Cette stèle gravée en hébreu témoigne de l'importante communauté juive qui habitait à Frœningen entre les XVIIIe et XIXe siècles. Elle comptait 154 membres selon un recensement de 1784 et la communauté disposait d'une synagogue et d'un cimetière. Il n'existe plus que quelques stèles dans le cimetière.

### Monument aux morts
Chef-d'œuvre de l'art naïf, le monument dit « des bols de café cassés » - connu sous le sobriquet dialectal de « Kaffeeschessaladankmol »,,,.

### Croix de chemin, calvaire et croix de cimetière
Trois croix de chemin
,, et une croix de cimetière,.
À l’entrée de l’église un nouveau calvaire a été restitué avec son attribut, la statue de Sainte Barbe, par le sculpteur Hubert Gardère, en remplacement de la vieille croix des missions qui s’était effondrée le 2 mars 2005.

### Mairie-école

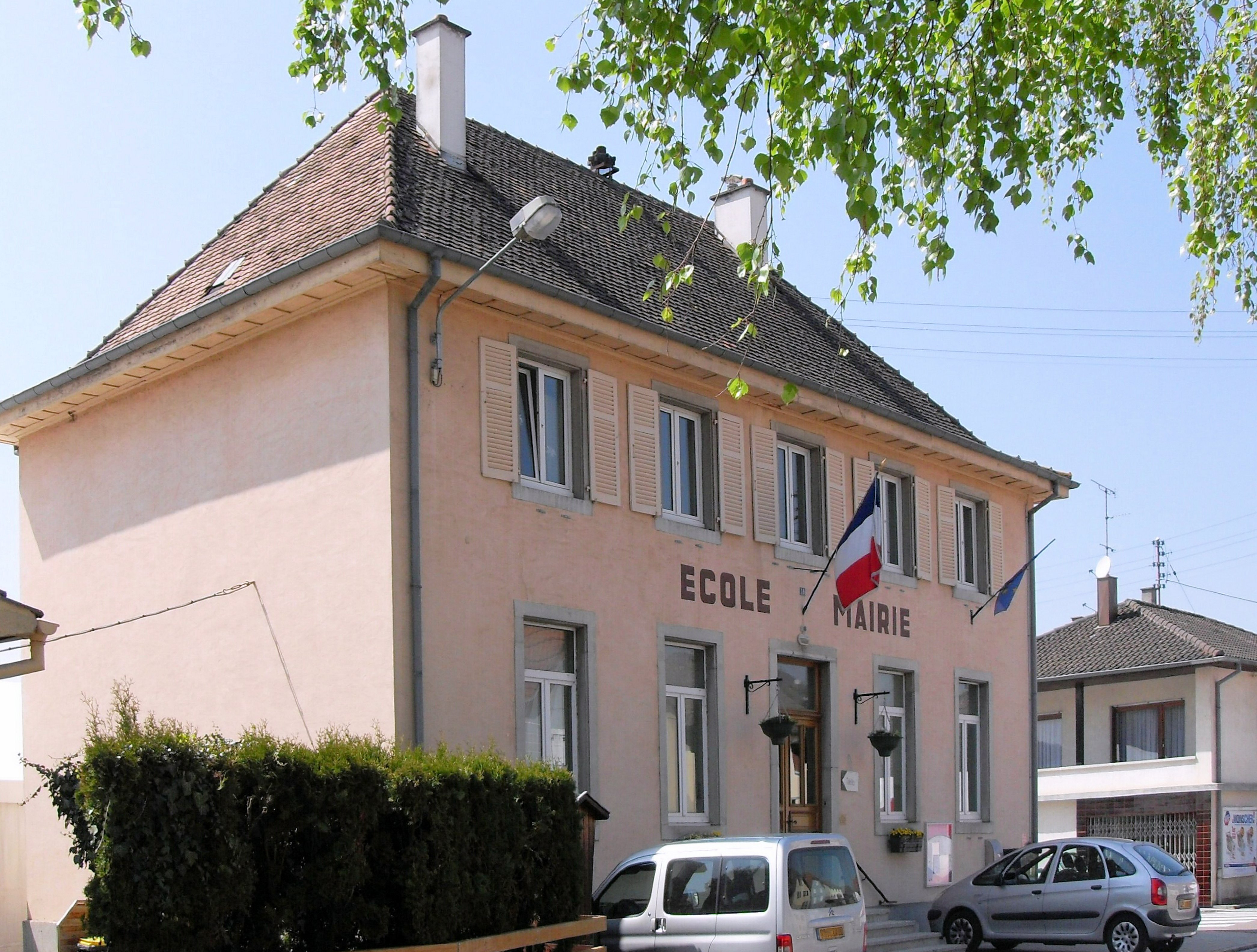
Mairie-école.

La mairie-école est établie sur les restes de l'ancienne résidence des seigneurs de Reinach-Heidwiller, maîtres du village de 1539 jusqu'à la Révolution, après que cette demeure fut brûlée en 1917.

### Moulin
Le moulin, sur le bord du canal qui coule derrière la Résidence de l’Ill, route d’Illfurth. Il figure sur le cadastre napoléonien de 1834.

## Politique et administration
| Période                                  | Période                   | Identité                                     | Étiquette | Qualité |
| ---------------------------------------- | ------------------------- | -------------------------------------------- | --------- | ------- |
| mars 2001                                | 2008                      | Gérard Bay                                   |           |         |
| mars 2008                                | 6 avril 2016              | Gérard Vonau                                 |           | Boucher |
| juin 2016                                | En cours (au 31 mai 2020) | Georges Heim, Réélu pour le mandat 2020-2026 |           |         |
| Les données manquantes sont à compléter. |                           |                                              |           |         |

### Budget et fiscalité 2017
En 2017, le budget de la commune était constitué ainsi :
- total des produits de fonctionnement : 400 000 €, soit 554 € par habitant ;
- total des charges de fonctionnement : 383 000 €, soit 530 € par habitant ;
- total des ressources d'investissement : 188 000 €, soit 260 € par habitant ;
- total des emplois d'investissement : 348 000 €, soit 481 € par habitant ;
- endettement : 711 000 €, soit 984 € par habitant.

Avec les taux de fiscalité suivants :
- taxe d'habitation : 14,72 % ;
- taxe foncière sur les propriétés bâties : 9,20 % ;
- taxe foncière sur les propriétés non bâties : 78,13 % ;
- taxe additionnelle à la taxe foncière sur les propriétés non bâties : 0,00 % ;
- cotisation foncière des entreprises : 0,00 %.

Chiffres clés Revenus et pauvreté des ménages en 2015 : médiane en 2015 du revenu disponible, par unité de consommation : 24 787 €.

### Intercommunalité
- Commune membre de la Communauté de communes Sundgau.

## Urbanisme

### Typologie
Au 1er janvier 2024, Frœningen est catégorisée ceinture urbaine, selon la nouvelle grille communale de densité à sept niveaux définie par l'Insee en 2022.
Elle appartient à l'unité urbaine de Hochstatt, une agglomération intra-départementale regroupant deux  communes, dont elle est une commune de la banlieue,,. Par ailleurs la commune fait partie de l'aire d'attraction de Mulhouse, dont elle est une commune de la couronne,. Cette aire, qui regroupe 132 communes, est catégorisée dans les aires de 200 000 à moins de 700 000 habitants,.

### Occupation des sols

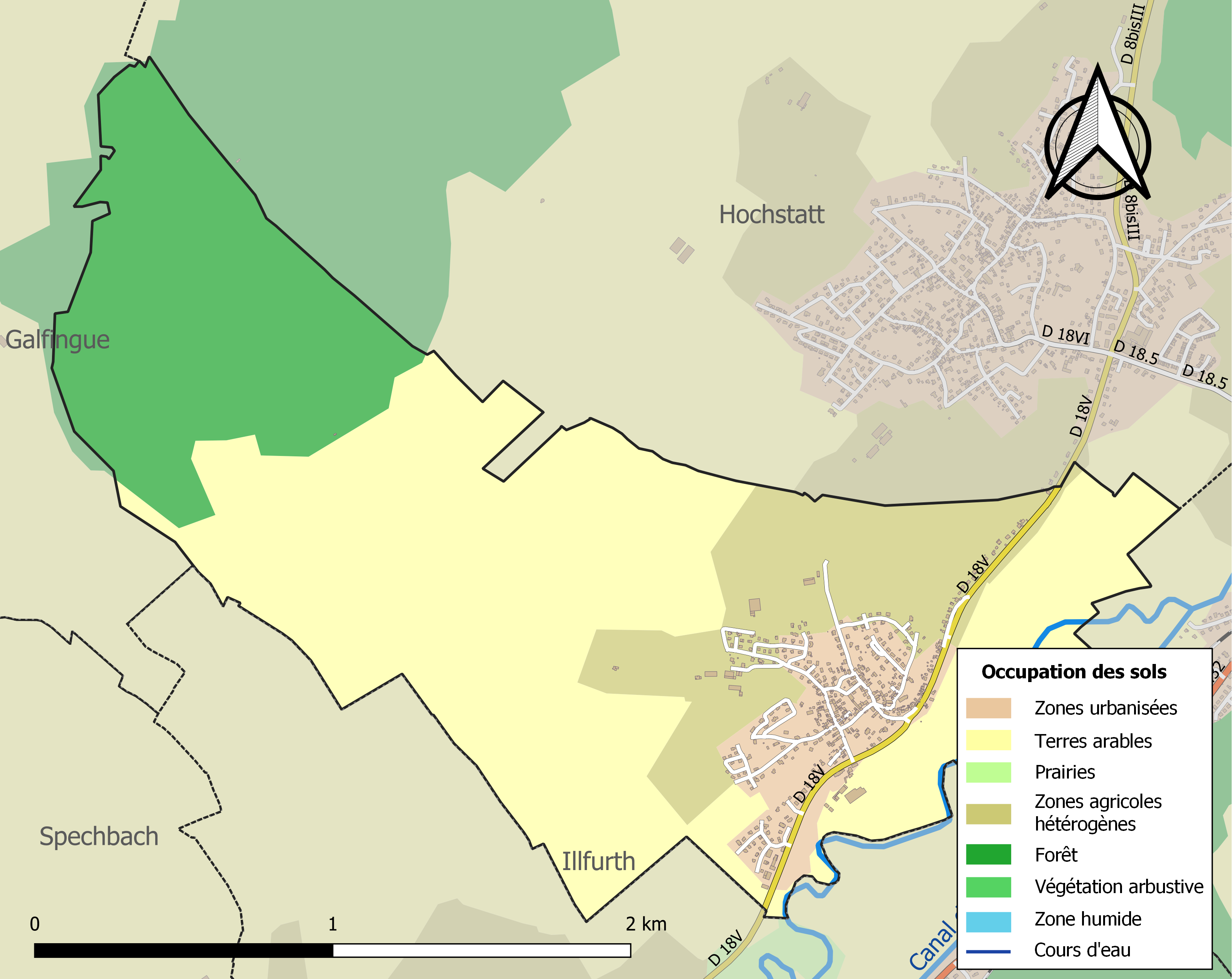
Carte des infrastructures et de l'occupation des sols de la commune en 2018 (CLC).

L'occupation des sols de la commune, telle qu'elle ressort de la base de données européenne d’occupation biophysique des sols Corine Land Cover (CLC), est marquée par l'importance des territoires agricoles (70,2 % en 2018), en diminution par rapport à 1990 (71,4 %). La répartition détaillée en 2018 est la suivante : 
terres arables (55,5 %), forêts (22,3 %), zones agricoles hétérogènes (14,7 %), zones urbanisées (7,5 %).
L'IGN met par ailleurs à disposition un outil en ligne permettant de comparer l’évolution dans le temps de l’occupation des sols de la commune (ou de territoires à des échelles différentes). Plusieurs époques sont accessibles sous forme de cartes ou photos aériennes : la carte de Cassini (XVIIIe siècle), la carte d'état-major (1820-1866) et la période actuelle (1950 à aujourd'hui).

## Économie

### Entreprises et commerces

#### Agriculture
- Agriculteurs Meyer Frères.

#### Tourisme
- Restaurant L’Etna[58].

#### Commerces et services
- Commerces et services de proximité à Heimsbrunn, Brunstatt Didenheim, Illfurth.
- Clinique Vétérinaire Du Docteur Roeslin.

## Population et société

### Démographie

#### Évolution démographique
L'évolution du nombre d'habitants est connue à travers les recensements de la population effectués dans la commune depuis 1793. Pour les communes de moins de 10 000 habitants, une enquête de recensement portant sur toute la population est réalisée tous les cinq ans, les populations de référence des années intermédiaires étant quant à elles estimées par interpolation ou extrapolation. Pour la commune, le premier recensement exhaustif entrant dans le cadre du nouveau dispositif a été réalisé en 2008.

En 2022, la commune comptait 865 habitants, en évolution de +20,64 % par rapport à 2016 (Haut-Rhin : +0,66 %, France hors Mayotte : +2,11 %).
| 1793 | 1800 | 1806 | 1821 | 1831 | 1836 | 1841 | 1846 | 1851 |
| ---- | ---- | ---- | ---- | ---- | ---- | ---- | ---- | ---- |
| 465  | 357  | 493  | 559  | 646  | 673  | 709  | 693  | 702  |

| 1856 | 1861 | 1866 | 1871 | 1875 | 1880 | 1885 | 1890 | 1895 |
| ---- | ---- | ---- | ---- | ---- | ---- | ---- | ---- | ---- |
| 680  | 696  | 761  | 777  | 757  | 696  | 709  | 704  | 672  |

| 1900 | 1905 | 1910 | 1921 | 1926 | 1931 | 1936 | 1946 | 1954 |
| ---- | ---- | ---- | ---- | ---- | ---- | ---- | ---- | ---- |
| 659  | 660  | 647  | 447  | 494  | 520  | 524  | 474  | 502  |

| 1962 | 1968 | 1975 | 1982 | 1990 | 1999 | 2006 | 2008 | 2013 |
| ---- | ---- | ---- | ---- | ---- | ---- | ---- | ---- | ---- |
| 443  | 453  | 496  | 528  | 467  | 606  | 601  | 600  | 707  |

| 2018 | 2022 | - | - | - | - | - | - | - |
| ---- | ---- | - | - | - | - | - | - | - |
| 761  | 865  | - | - | - | - | - | - | - |

### Enseignement
- École maternelle et primaire[63],[64].
- Collège de l’Ill à Illfurth[65].
- Lycée Polyvalent Jean-Jacques Henner d’Altkirch[66].

### Santé
Professionnels et établissements de santé :
- Médecins à Zillisheim, Illfurth,
- Pharmacies à Zillisheim, Illfurth,
- Hôpitaux à Altkirch, Mulhouse.

### Cultes
- Culte catholique, communauté de paroisses des portes de l'Altenberg[68], Diocèse de Strasbourg, Zone pastorale de Mulhouse.